# Roly Gregoire
Roland B. Gregoire (sinh ngày 23 tháng 11 năm 1958) là một cựu cầu thủ bóng đá người Anh từng thi đấu ở vị trí tiền đạo.

## Sự nghiệp
Sinh ra ở Liverpool, Gregoire bắt đầu sự nghiệp cùng với Halifax Town, có 5 lần lần ra sân ở mùa giải 1977-78. Gregoire chuyển đến Sunderland với mức giá £5,000 vào tháng 1 năm 1978, trở thành cầu thủ da đen đầu tiên thi đấu cho đội bóng. Trong khi thi đấu cho đội Halifax dự bị, Gregoire ghi một hat-trick vào lưới Sunderland dự bị để thuyết phục huấn luyện viên Sunderland Jimmy Adamson ký hợp đồng với ông. Ông có màn ra mắt cho Sunderland trước Hull City due to injuries to other first team strikers. Gregoire trải qua 2 mùa giải cùng với Sunderland — ghi 1 bàn trong 9 lần ra sân ở giải vô địch — trước khi giải nghệ năm 1980 vì chấn thương.